# Municipio de Delaware (condado de Delaware, Ohio)
El municipio de Delaware (en inglés: Delaware Township) es un municipio ubicado en el condado de Delaware en el estado estadounidense de Ohio. En el año 2010 tenía una población de 2152 habitantes y una densidad poblacional de 76,32 personas por km².

## Geografía
El municipio de Delaware se encuentra ubicado en las coordenadas 40°16′3″N 83°3′14″O / 40.26750, -83.05389. Según la Oficina del Censo de los Estados Unidos, el municipio tiene una superficie total de 28.2 km², de la cual 27.97 km² corresponden a tierra firme y (0.8%) 0.23 km² es agua.

## Demografía
Según el censo de 2010, había 2152 personas residiendo en el municipio de Delaware. La densidad de población era de 76,32 hab./km². De los 2152 habitantes, el municipio de Delaware estaba compuesto por el 93.36% blancos, el 2.97% eran afroamericanos, el 0.19% eran amerindios, el 1.67% eran asiáticos, el 0.14% eran isleños del Pacífico, el 0.42% eran de otras razas y el 1.25% pertenecían a dos o más razas. Del total de la población el 2.04% eran hispanos o latinos de cualquier raza.